# 地
地（チ、ジ、つち）とは、土、陸、場所、下などを指す。比喩、抽象、哲学などの意味で使われる場合もある。

## 基本的な意味
- 土[1]
- 陸[1][2]。空の下に広がる陸[2]。天と対比される概念[2]。
- ところ[1]。場所[1]。
- 立場[1]。境遇[1]。身分[2]。人の、社会の中での場所。
- 下[1]。下方[1]。（例：「天地無用」）

### 世界観・死生観
- 神などが住む場所と対比して、「人間や動物の住む場所」という意味で使われる場合がある。
- 死後の世界を表すことがある。[注 1]例：「地に帰る」「地獄」

### 翻訳語
次のような西洋語の翻訳語として「地」が用いられることがある。
- ギリシア語: γῆ ゲー（派生語例 Geo〜。ゲオルギオス (Γεώργιος): 地を耕す者）
- ロマンス語 terra
  - ラテン語・イタリア語 terra テラ
  - フランス語 terre テール
  - スペイン語 tierra ティエラ
- ゲルマン語
  - 英語 earth, land
  - ドイツ語 Erde エルデ
- スラヴ語
  - ロシア語 земля ゼムリヤ（派生語例 ノヴァヤゼムリャ: 新たなる土地）
  - ポーランド語 ziemia

## 他
- 人の生活を支えるものとして、神格化される場合がある。
  - 地蔵菩薩
  - 地天　など
  - 大地の神を地祇（ちぎ）という。一般に、地祇は女神である事が多い。
    - 代表的な地祇は、ギリシャ神話のガイア、ローマ神話のテルースなど。

## 比喩
- 地は、確かさ、安定のメタファーとして用いられることがある。例：「地道」「地に足が着いている[注 2]」
- 「天」が良い状態、「地」が悪い状態、とのメタファーで（あるいは、上は良く、下は悪い、との概念メタファーで）、否定的な意味で。例：「地に落ちる[注 3]」